# Charles Verlinden
Charles Verlinden (Saint-Gilles (Bruxelles-Capitale), 3 de fevereiro, 1907 — Bruxelles, 19 de maio de 1996) foi um historiador, membro da Académie royale de Belgique e conselheiro europeu (em 1982), que se destacou no campo dos estudos medievais, especialmente no período dos Descobrimentos Portugueses, nas áreas da história económica e da história do esclavagismo.

## Biografia
Especialista de história económica e de historia da colonização, foi professor da Université de Gand, director da Academia Belga de Roma (Académie belge de Rome) de 1959 a 1977 e vice-presidente da Comissão Internacional de História Marítima (Commission internationale d'histoire maritime) de Paris.
Recebeu o prémio internacional dos rotários italianos (Premio Internazionale Galileo Galilei dei Rotary Italiani) no ano de  1970 pelas suas contribuições para a história da Itália.

## Publicações
Entre muitas outras, é autor das seguintes publicações:
- Les Empereurs Belges de Constantinople. Charles Dessart, Bruxelles 1945.
- L'esclavage dans l'europe médiévale, t. 1: Péninsule ibérique - France, De Tempel, Bruges 1955; t. 2: Italie - Colonies italiennes du Levant - Levant latin - Empire byzantin, Gand 1977
- « The Big Leap Under Dom Joao II: From the Atlantic to the Indian Ocean », Maritime History 1. The Age of Discovery (1996)
- « Spices or Empire in Africa, Asia, and Brazil », Maritime History 1. The Age of Discovery (1996)
- « Portuguese Discoveries and International Cartography », Maritime History 1. The Age of Discovery (1996)
- « Background and Beginnings of Portuguese Maritime Expansion », Maritime History 1. The Age of Discovery (1996)
- « L'esclavage sur le littoral roumain de la Mer Noire: quelques notes historico-juridiques », Papers in European Legal History (1992)
- « La colonisation flamande aux Açores », Flandre et Portugal. Au confluent de deux cultures (1991)
- « Die Azoren und der Globus », Germanisches Nationalmuseum. Anzeiger des Germanischen Nationalmuseums und Berichte aus dem Forschungsinstitut für Realienkunde (1991)
- « Problèmes d'histoire de l'expansion portugaise », Revue belge de philologie et d'histoire. Belgisch tijdschrift voor philologie en geschiedenis 68 (1990)
- « Encore la traite des esclaves et les traitants italiens à Constantinople », Bulletin de l'Institut historique belge de Rome 59 (1989)
- Art. « Slavery », « slave trade », Dictionary of the Middle Ages, t. 11 (1988)
- Art. « Polo, Marco », Dictionary of the Middle Ages, t. 10 (1988)
- « Henri le Navigateur, entrepreneur économique », Anuario de estudios medievales. Instituto de historia medievale de España 17 (1987)
- Art. « Navigation : Western European », Dictionary of the Middle Ages, t. 9 (1987)
- Art. « Madeira islands », Dictionary of the Middle Ages, t. 8 (1987)
- avec Schmitt, Eberhard (éd.): Die mittelalterlichen Ursprünge der Europäischen Expansion. München, 1986
- « À propos de l'inféodation des Iles Canaries par le pape Clément VI à l'Infant Don Luis de la Cerda (1344) », Bulletin de l'Institut historique belge de Rome 55/56 (1985/86)
- « Les propriétés foncières des marchands ibériques d'Anvers au XVe siècle », La Ciudad hispánica durante los siglos XIII al XVI 1 (1985)
- Art. « Exploration by Western Europeans », Dictionary of the Middle Ages, t. 4 (1984)
- « Les esclaves dans les communautés rurales médiévales et modernes (Europe occidentale et méditerranéenne, Amérique coloniale) », Les communautés rurales. Rural communities 4 (1984)
- « Aspects de la traite médiévale au Levant vus à travers les sources italiennes. 1. Diachromie de la traite des esclaves tartares. 2. L'activité de traitant d'esclaves d'un marchand vénitien à Constantinople (1436-1439) », Bulletin de l'Institut historique belge de Rome 59 (1983/84)
- « L'esclavage agricole en Crète vénitienne », Bulletin de l'Institut historique belge de Rome 53/54 (1983/84)
- « De la colonisation médiévale italienne au Levant à l'expansion ibérique en Afrique continentale et insulaire. Analyse d'un transfert économique, technologique et culturel », Bulletin de l'Institut historique belge de Rome 59 (1983/84)
- « La présence turque à Otrante (1480-1481) et l'esclavage », Bulletin de l'Institut historique belge de Rome 53/54 (1983/84)
- « Les esclaves musulmans du Midi de la France », Islam et chrétiens du Midi (1983)
- « Le registre du marchand brugeois Martin Van Der Beurse aux archives de Valence (1414-1427) », Mélanges Jean Gautier Dalché (1983)
- « Les Radaniya et Verdun: à propos de la traité des esclaves slaves vers l'Espagne musulmane aux IXe et Xe siècles », Estudios Claudio Sánchez Albornoz, t. 2 (1983)
- Art. « Blacks », Dictionary of the Middle Ages, t. 2 (1983)
- «  I paesi della Corona d'Aragona e la tratta pan-mediterranea nel Quattrocento », La Corona d'Aragona e il Mediterraneo, t. 2 (1982)
- « Origine de la classe des affranchis en Crète sous le régime vénitien », Jahrbuch der österreichischen Byzantinistik 32, 2 (1982)
- « La esclavitud en la economía medieval de las Baleares, principalmente en Mallorca », Cuadernos de historia de España 67/68 (1982)
- « Marchands chrétiens et juifs dans l'Etat mamelouk au début du XVe siècle d'après un notaire vénitien », Bulletin de l'Institut historique belge de Rome 51 (1981)
- « Aspects quantitatifs de l'esclavage mediterranéen au bas Moyen Age », Anuario de estudios medievales. Instituto de historia medievale de España 10 (1980)
- Perspectief-verschuivingen in de vroege geschiedenis der Europese expansie. Brussel, 1980
- «  Ist mittelalterliche Sklaverei ein bedeutsamer demographischer Faktor gewesen? », Vierteljahrsschrift für Sozial- und Wirtschaftsgeschichte 66 (1979)
- « L'esclavage dans un quartier de Palerme. Aspects quantitatifs », Studi Federigo Melis, t. 3 (1978)
- «  Les "magasins" d'esclaves au bas Moyen Âge », FS Hermann Kellenbenz, t. 1 (1978)
- « Le "mariage" des esclaves », Il Matrimonio nella Societá altomedievale (1977)
- « Encore sur les origines de Sclavus = esclave et à propos de la chronologie des débuts de la traite Italienne en mer Noire. », Cultus et cognitio. Studia z dziejów sredniowicznej kultury (1976)
- « Aspects de la production, du commerce et de la consommation des draps flamands au Moyen Âge », Produzione, commercio e consumo dei panni di lana (1976)
- avec Giacomo Devoto et Aleksander Gieysztor: Contributi per la storia economica. Prato, 1975
- « Bibliografie », Miscellanea Charles Verlinden (1975)
- « La traite des esclaves. Un grand commerce international au Xe siècle », Mélanges Edmond-René Labande (1974)
- « À propos de la place des Juifs dans l'économie de l'Europe Occidentale aux IX et Xe siècles, Agobard de Lyon et l'historiographie arabe », Studi Eugenio Duprè Theseider (1974)
- « Mameloucks et traitants », Mélanges Edouard Perroy (1973)
- « Venezia e il commercio degli schiavi provenienti dalle coste orientali del Mediterraneo », Venezia e il Levante fino al secolo XV, t. 1 (1973)
- « From the Mediterranean to the Atlantic: aspects of an economic shift (12th-18th century) », The Journal of European Economic History 32 (1972)